# Pawło Fyłypowycz
Pawło Petrowycz Fyłypowycz (ukr. Павло́ Петро́вич Филипо́вич; ur. 21 sierpnia?/2 września 1891 w Kajetanówce, zm. 3 listopada 1937 na uroczysku Sandarmoch w Karelii) – ukraiński poeta i historyk literatury. Jeden z przedstawicieli rozstrzelanego odrodzenia. Członek grupy tzw. neoklasyków. 

## Życiorys
Ukończył studia na Uniwersytecie Kijowskim. Zbiory wierszy: Zemla i witer (1922), Prostir (1925). Tworzył także prace historycznoliterackie: Szewczenko i dekabrysty (1926), Puszkin w ukrajinśkij literaturi (1927). Został profesorem Kijowskiego Instytutu Oświaty Narodowej (teraz Uniwersytetu Kijowskiego).
5 września 1935 aresztowany przez NKWD, pod zarzutem udziału w kontrrewolucyjnej organizacji nacjonalistycznej. 22 listopada 1935 został przyłączony do śledztwa przeciw "grupie Mykoły Zerowa. Sąd Kijowskiego Okręgu Wojskowego na zamkniętym posiedzeniu w dniach 1-4 lutego 1936 rozpoznał oskarżenie Mykoły Zerowa, Pawła Fyłypowycza, Marka Woronego i towarzyszy o „kontrrewolucyjną działalność terrorystyczną” skazując wszystkich na 10 lat łagru i konfiskatę mienia. Karę odbywał w obozie SŁON (Sołowiecki Obóz Specjalnego Przeznaczenia) na Sołowkach.
9 października 1937 „trójka specjalna” NKWD obwodu leningradzkiego RFSRR skazała jednym wyrokiem listę 1116 więźniów Sołowek na śmierć. Na liście znajdowało się nazwisko Fyłypowycza. Zginął w masowej egzekucji wraz z innymi ukraińskimi twórcami i działaczami społecznymi (Łesiem Kurbasem, Mykołą Kuliszem, Ołeksą Slisarenką, Mykołą Zerowem, Myrosławem Irczanem, Wołodymyrem Czechiwskim i in.)  3 listopada 1937 na uroczysku Sandarmoch w Karelii.
Został zrehabilitowany postanowieniem Kolegium Wojskowego Sądu Najwyższego ZSRR z 31 marca 1958.

## Bibliografia

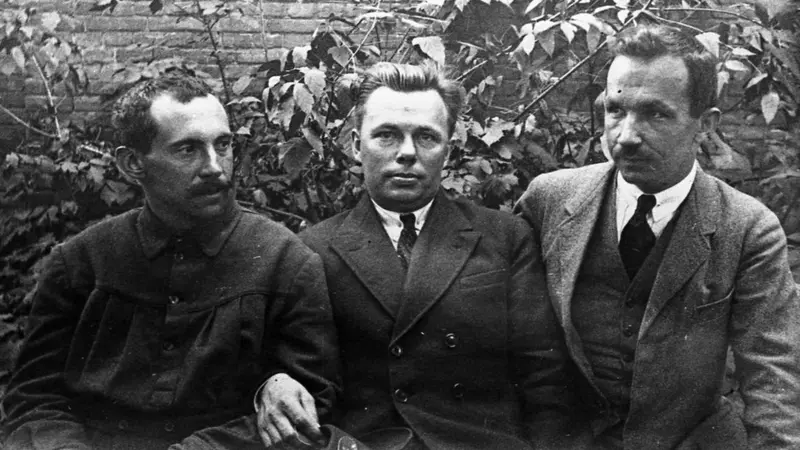
Maksym Rylski, Mykoła Zerow, Pawło Fyłypowycz, trzej neoklasycy, lata 20. XX wieku